# Промишленост
Промишлеността (или индустрията) е сектор от икономиката, включващ добива на полезни изкопаеми (добивна промишленост) и преработката на суровини в междинни или крайни продукти (преработваща промишленост). В трисекторния модел на икономиката добивната промишленост е част от първичния сектор, а преработващата образува вторичния сектор, заедно със строителството. За разлика от занаятите, в основата на промишленото производство е използването на машини.

## Етимология
Промишленост е руска заемка, която произлиза от думите промышлять и промысел – печеля прехраната си и търговия.
Индустрия произлиза от латинската дума industria, която означава „старателност, трудолюбие, усърдие“.

## Класификация
В Статистическата класификация на икономическите дейности за Европейската общност промишлеността включва групи B и C, както и производството на електрическа и топлинна енергия, които са включени в група D.
- B. Добивна промишленост
  - 05. Добив на въглища
  - 06. Добив на нефт и природен газ
  - 07. Добив на метални руди
  - 08. Добив на неметални материали и суровини
  - 09. Спомагателни дейности в добива
- C. Преработваща промишленост
  - 10. Производство на хранителни продукти
  - 11. Производство на напитки
  - 12. Производство на тютюневи изделия
  - 13. Производство на текстил и изделия от текстил, без облекло
  - 14. Производство на облекло
  - 15. Обработка на кожи; производство на обувки и други изделия от обработени кожи без косъм
  - 16. Производство на дървен материал и изделия от дървен материал и корк, без мебели; производство на изделия от слама и материали за плетене
  - 17. Производство на хартия, картон и изделия от хартия и картон
  - 18. Печатна дейност и възпроизвеждане на записани носители
  - 19. Производство на кокс и рафинирани нефтопродукти
  - 20. Производство на химични продукти
  - 21. Производство на лекарствени вещества и продукти
  - 22. Производство на изделия от каучук и пластмаси
  - 23. Производство на изделия от други неметални минерални суровини
  - 24. Производство на основни метали
  - 25. Производство на метални изделия, без машини и оборудване
  - 26. Производство на компютърна и комуникационна техника, електронни и оптични продукти
  - 27. Производство на електрически съоръжения
  - 28. Производство на машини и оборудване, с общо и специално предназначение
  - 29. Производство на автомобили, ремаркета и полуремаркета
  - 30. Производство на превозни средства, без автомобили
  - 31. Производство на мебели
  - 32. Производство, некласифицирано другаде
  - 33. Ремонт и инсталиране на машини и оборудване

### Добивна промишленост
Добивната промишленост включва добивът на полезни изкопаеми – ресурси, разположени под повърхността на земята, като фосилни горива, съдържащи метали минерали (руди) и други скални продукти.
Добивът на фосилни горива играе ключова роля в икономиката, тъй като произвежда основните източници на енергия, както и основни суровини за химическата промишленост. Той се разделя на два основни сектора – добив на нефт и природен газ и въгледобив. За разлика от останалите полезни изкопаеми, нефтът и природният газ не са твърди вещества, което дава възможност добивът им да се извършва със сондажи. За разлика от мините, сондажите могат да се изграждат и в морето, което позволява добивът на нефт и природен газ от континенталния шелф. Нефтът и природният газ се използват като гориво в енергетиката, а природният газ и за отопление и битови нужди, както и като суровине за нефтопреработващата и други клонове на химическата промишленост, произвеждащи автомобилно гориво, пластмаси, изкуствени торове и други. Каменните въглища, добивани в открити или подземни мини, също се използват като гориво в енергетиката, както и в металургията.
Рудните полезни изкопаеми са минерали, съдържащи определени метали, които се добиват в открити или подземни мини. Обикновено концентрацията на желания метал в изкопавания материал е относително ниска, което налага допълнителната му обработка и води до значително количество остатъчни материали. Макар част от металите да се произвеждат чрез рециклиране, рудодобивът остава важен източник на суровини за металургията. Железните руди са източник за производството на най-произвеждания метал, желязото. Цветните метали се произвеждат от боксит, медна руда, хромова руда и други руди, съдържащи съответния метал. От някои руди, наричани полиметални, могат да се произвеждат по няколко метала. Към рудните полезни изкопаеми се отнасят и рудите на някои редки метали със специфично приложение, като рудите на благородните метали или урановата руда.
Нерудните полезни изкопаеми са материали, които не се използват за производството на метали. Сред тях в най-голямо количество се произвеждат т.нар. инертни материали, главно пясък, чакъл и трошен камък, използвани в конструкцията на пътища и други съоръжения, както и като компонент в състава на бетоните и асфалтобетоните. Нерудни полезни изкопаем са основната суровина за производство на цимент, вар, порцелан, керамика, стъкло. Някои скали се използват в строителството, като подови и стенни облицовки. В строителството се използва и гипсът.

### Енергетика
Енергетиката е дял на промишлеността, включващ производството на електрическа и топлинна енергия. Подобно на същинската преработваща промишленост, енергетиката преобразува изходни материали, но за разлика от нея продуктът не е нов материал или изделие, а енергия във форма, подходяща за пренос и използване в други сектори на стопанството или в бита.
Основният подсектор на енергетиката е производството на електроенергия. Около 69% от електричеството в света се произвежда в топлоелектрически централи (2008). При тях чрез изгаряне на различни горива се създава водна пара под налягане, която задвижва турбини, които от своя страна генерират електроенергия. За горива се използват главно фосилни горива (каменни въглища – 41%, природен газ – 21% и нефт – 5% от производството на електричество), но също и биомаса и отпадъци.
Начинът на генериране на електричество в атомните електрически централи, които произвеждат около 13% от електроенергията в света (2008), е подобен на този при топлоелектрическите централи – чрез задвижвани с пара турбини. Разликата е в това, че за нагряване на парата се използват ядрени реактори, сложни съоръжения, в които се извършва ядрена реакция. Като гориво те използват силно радиоактивни материали, най-често уран-235 и плутоний-239.
Водноелектрическите централи произвеждат около 16% от електричеството (2008). Те задвижват своите турбини за сметка на потенциалната енергия на водата, най-често от специално изградени за целта язовири. Водноелектрическите централи са основният възобновяем източник на енергия. Съществуват и други технологии за производство на електричество от възобновяеми източници, но те имат ограничено значение – около 1,4% от общото производство на електроенергия (2008). Основните сред тях са вятърните и геотермалните електроцентрали и слънчевите батерии.
Наред с производството на електричество, към енергетиката се отнася е производството на топлинна енергия. То има по-ограничено значение, поради по-трудния пренос на топлинната енергия. Най-често това става чрез транспортиране по тръбопроводи на загрята вода или водна пара.

### Преработваща промишленост
По обем на произведената продукция и по брой на заетите, преработващата промишленост заема най-голям дял във вторичния сектор. От началото на 2001 г. в страната се утвърди нова класификация на икономическите дейности, т.е. извърши се ново структуриране на стопанството, което отговаря по-пълно на изискванията и стандартите на статистическата отчетност в страните от Европейския съюз. В съответствие с това преработващата промишленост е класифицирана в 14 раздела, в които са обособени над 150 икономически дейности.

## Други
На промишлеността са наречени улица „Промишлена“ в жилищен комплекс „Овча купел“ (Карта) и улица „Индустриална“ в квартал „Хаджи Димитър“ (Карта) в София.